# Lucien Tostain
Lucien Tostain, né le 10 décembre 1909 à Paris et mort le 11 janvier 1992 à Cordelle, est un athlète français, spécialiste du 10 000 mètres.
Il termine 18e du 10 000 mètres des Jeux olympiques d'été de 1936 à Berlin.
Il est sacré champion de France du 10 000 mètres en 1936.